# Johan Henrik Werner
Johan Henrik Werner, född omkring 1650 troligen i Lüneburg, Tyskland, död 19 augusti 1735 i Stockholm, var en tysk-svensk kunglig boktryckare och formsnidare.
Han kom från Lüneburg till Sverige på 1670-talet, och var först stämpelskärare och så småningom faktor i Wankijfs boktryckeri, som då hade de kungliga boktryckeriprivilegierna. Redan år 1701 blev Werner emellertid akademiboktryckare i Uppsala för att år 1705 få privilegium som kunglig boktryckare. I december det året övertog han det Wankijfska tryckeriet av Niclas Wankijfs änka Maria, samtidigt som han ändrade tryckeriets namn till sitt eget.
Han utvidgade snart sin verksamhet, bland annat genom att redan före år 1710 köpa in Henrik Keyser III:s tryckeri, en del av Burchardis tryckeri och sedermera också Enaeus' tryckeri. Det kungliga boktryckeriet hade sina lokaler vid Norrbro alldeles i närheten av kungliga stallet, och utanför boktryckerihuset hade Werner åt Mälarsidan uppfört "Stall och foderhus av bräder, däruti han haver hästar, hö och fourage", och bredvid dessa trähus "kokade han sina färger, som han brukar till tryckeriet". Huset ingick i hans förmåner som privilegierad boktryckare. Dessutom frikallades han från alla borgerliga utlagor och besvär och fick till och med en årslön av 200 daler silvermynt. Denna lön indrogs dock år 1714.
Werner hade också skyldighet att utan betalning leverera allt tryckt som gavs ut av kungens kansli eller över huvud skulle tryckas officiellt. I början var antalet levererade exemplar högst 1 200, men bestämdes år 1728 till den relativt stora upplagan 4 828, där dock kronan stod för papperet. År 1719 blev han "Directeur öfwer alla Tryckerier i Riket". Det heter i ett kungligt brev av den 14 december samma år, att han förlänades titeln "i anseende til den skickelighet och förfahrenhet, som — - Werner uti de stycken, som boktryckerikonsten angå sig förwärfwat, så wähl som des därwid med all flijt och oförtrutenhet långl. giorde upwachtning och den nytta han vid det wärket skaffatt".
Han blev den andre boktryckare som i Sverige gav ut en svensk bok tryckt med antikva, boken var Gyllenborgs översättning av Racines Andromache. Boken trycktes år 1723. Latinska böcker trycktes sedan länge med antikva.
Werner var gift första gången 1708 med Catharina Sofia Dahlstedt och andra gången från 1729 med Catharina Stjerncrona. När han avled år 1735 fick hans efterlevande maka behålla de kungliga boktryckeriprivilegierna trots hård konkurrens från många sökande. Hon drev verksamheten i tre år, fram till år 1738, då Peter Momma, en annan mycket känd svensk boktryckare övertog verksamheten.